# قرار مجلس الأمن التابع للأمم المتحدة رقم 1332
قرار مجلس الأمن التابع للأمم المتحدة رقم 1332، المتخذ بالإجماع في 14 كانون الأول / ديسمبر 2000، بعد الإشارة إلى القرارات 1234 (1999)، 1258 (1999)، 1265 (1999)، 1273 (1999)، 1279 (1999)، 1291 (2000)، 1296 (2000)، 1304 (2000) و1323 (2000) بشأن الحالة في جمهورية الكونغو الديمقراطية، مدد المجلس ولاية بعثة الأمم المتحدة في جمهورية الكونغو الديمقراطية حتى 15 حزيران / يونيو 2001.
واستنكر مجلس الأمن الانتهاكات العديدة لوقف إطلاق النار واستمرار الأعمال العدائية وانعدام الحوار. تم التوصل إلى اتفاقات لوقف القتال وكان على البلاد دعم بعثة الأمم المتحدة في جمهورية الكونغو الديمقراطية. إن الحالة الإنسانية في جمهورية الكونغو الديمقراطية والعواقب الوخيمة للصراع على البلدان المجاورة مقلقة للمجلس. كما كان هناك قلق بشأن الانتشار السريع لفيروس نقص المناعة البشرية / الإيدز بين النساء والفتيات بسبب الصراع، ونشر الجنود الأطفال، وصعوبة مساعدة اللاجئين.
طُلب من جميع الأطراف في اتفاق لوساكا لوقف إطلاق النار وقف الأعمال العدائية وتكثيف المفاوضات. طُلب من جمهورية الكونغو الديمقراطية التعاون مع بعثة الأمم المتحدة في جمهورية الكونغو الديمقراطية وتنفيذ أحكام اتفاقية وضع القوات. وأيد القرار اقتراح الأمين العام كوفي عنان بإرسال مراقبين عسكريين إضافيين إلى المنطقة، وطُلب منه تقديم تقرير حول سبل معالجة الوضع في المناطق الحدودية بالقرب من أوغندا ورواندا وبوروندي.
ودعا إلى انسحاب القوات الرواندية والأوغندية والقوات الأجنبية الأخرى من البلاد. علاوة على ذلك، طُلب من جميع الأطراف احترام حقوق الإنسان وضمان عدم استخدام المزيد من الأطفال الجنود في النزاع المسلح. كما دعا المجلس جميع الأطراف إلى المضي قدما في نزع سلاح جميع الجماعات المسلحة وتسريحها وإعادة إدماجها وإعادتها إلى الوطن / توطينها، ولا سيما المجلس الوطني للدفاع عن الديمقراطية - قوات الدفاع عن الديمقراطية، القوات المسلحة الرواندية السابقة / إنتراهاموي والقوات الديمقراطية المتحالفة.
أخيرًا، تمت دعوة الأطراف للتعاون مع لجنة الخبراء للتحقيق في الاستغلال غير المشروع للموارد الطبيعية الكونغولية. أدى اعتماد القرار 1332 إلى عودة 165 طفلاً كونغولياً إلى منظمة الأمم المتحدة للطفولة (اليونيسف).

## روابط خارجية
- نص القرار في undocs.org